# Geschützter Landschaftsbestandteil Buchen-Waldrand Ebershagen
Der Geschützte Landschaftsbestandteil Buchen-Waldrand Ebershagen mit 0,37 ha Flächengröße liegt nordwestlich von Altastenberg im Stadtgebiet von Winterberg. Das Gebiet wurde 2008 bei der Aufstellung vom Landschaftsplan Winterberg durch den Kreistag des Hochsauerlandkreises als Geschützter Landschaftsbestandteil (LB) ausgewiesen.

## Gebietsbeschreibung
Es handelt sich um alte, verwachsene Buchen, die teilweise schon auseinanderbrechen. Bei den Buchen handelt es sich ehemalige Hutebäume als eindrucksvolle Zeugen früherer Waldweide. Es entspringt hier eine Waldquelle, deren anschließender Gewässerverlauf sich den gesamten Westteil des Schutzgebietes entlangzieht und ist ein gesetzlich geschütztes Biotop nach § 30 BNatSchG. Auch im Osten vom LB sind vernässte Bereiche mit einem standorttypischen Arteninventar anzutreffen.

## Gebot
Es wurden im Landschaftsplan das Gebot festgesetzt:
- „Die Geschützten Landschaftsbestandteile sind durch geeignete Pflegemaßnahmen zu erhalten, solange der dafür erforderliche Aufwand in Abwägung mit ihrer jeweiligen Bedeutung für Natur und Landschaft gerechtfertigt ist. Solche Maßnahmen bestehen insbesondere in der fachgerechten Behandlung von Schäden und Wunden, Totholzausastung, Beseitigung von Wurzelbrut und (vorbeugenden) statischen Verbesserungen an Bäumen; bei den Feldgehölzen sind derartige Maßnahmen in der Regel nicht notwendig, sie sollen dann der natürlichen Entwicklung überlassen bleiben.“[1]